# Vytautas Kairiūkštis
Vytautas Kairiūkštis (russisch: Витаутас Кайрюкштис; * 14. November 1890 in Seiny in Polen; † 13. Juni 1961 in Vilnius) war ein litauischer Maler und Kunstlehrer.

## Leben

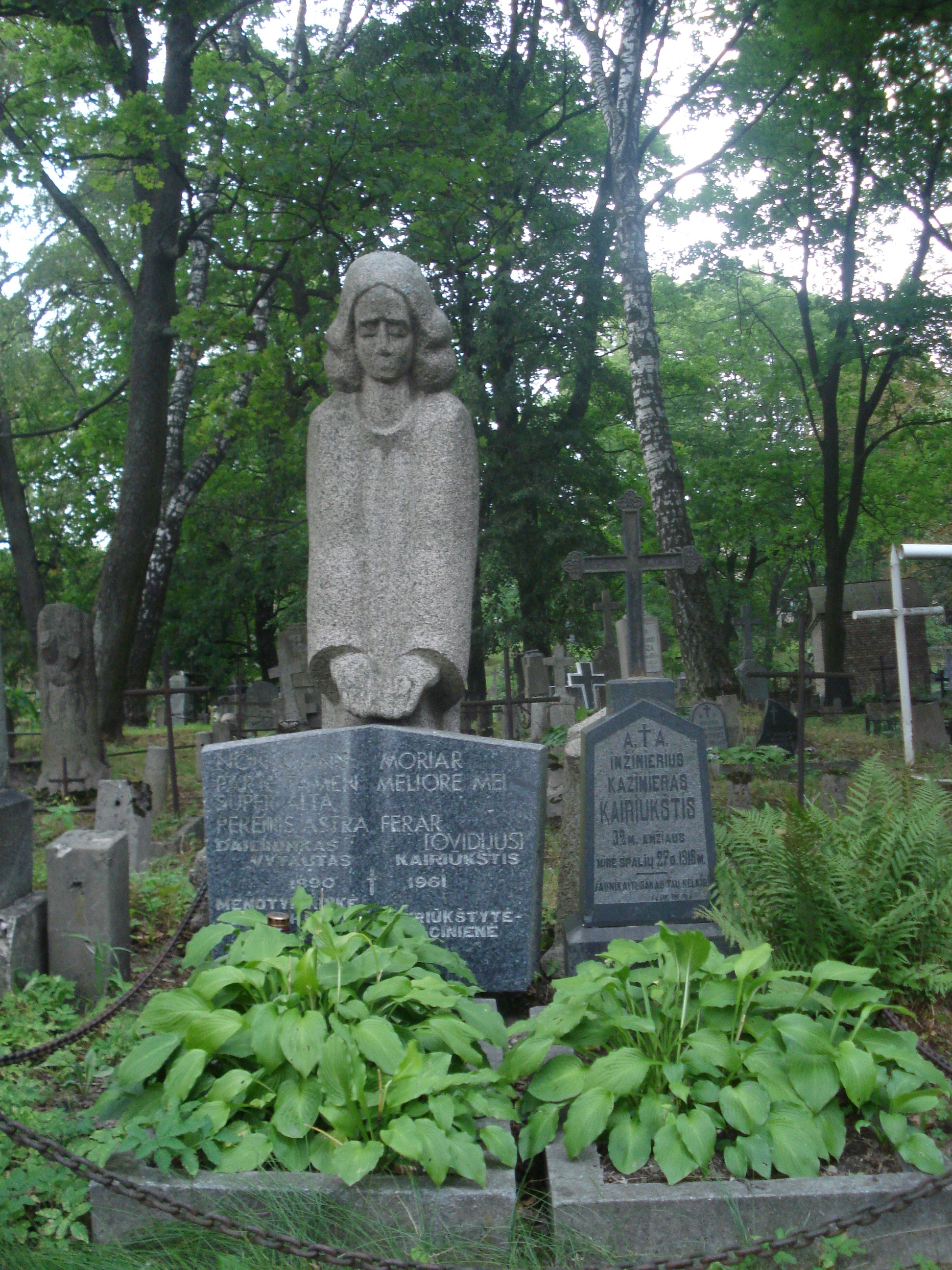
Kairiūkštis’ Grab in Vilnius

Kairiūkštis wuchs in einer Lehrerfamilie auf. In der Zeit von 1910 bis 1914 studierte er an der Zeichenschule von Iwan Trutnew in Vilnius. In den folgenden zwei Jahren studierte er bei Konstantin Juon in Moskau. In den Jahren von 1913 bis 1916 studierte er Rechtswissenschaften an der Staatlichen Universität Moskau. Ein weiteres Studium folgte an der Moskauer Hochschule für Malerei, Bildhauerei und Architektur in der Zeit von 1917 bis 1918.
Von 1918 bis 1919 war er als Verantwortlicher für die Kunstausbildung auf dem Gebiet der Volksbildung in Woronesch tätig. Im Jahr 1919 wurde er in die Rote Armee einberufen und diente bei der 5. Armee in Irkutsk.
1921 ließ er sich in Vilnius nieder. Hier lehrte er Bildende Kunst an verschiedenen mittleren Bildungseinrichtungen. Er organisierte Ausstellungen der hiesigen Künstleravantgarde und beteiligte sich an den Aktivitäten polnischer Künstlergruppen. In der Zeit von 1925 bis 1929 machte er sich in Frankreich, Deutschland, Dänemark und Italien mit modernen Kunstrichtungen bekannt.
In den Jahren 1923 bis 1930 leitete Kairiūkštis Malerateliers in Vilnius. 1931 beendete er als Externer sein Studium an der Universität Stefan Batori in Wilna. Ab 1937 unterrichtete er in Kaunas. Von 1940 bis 1944 arbeitete er hier am Mikalojus-Konstantinas-Čiurlionis-Museum. In den Jahren 1944 bis 1951 schloss sich eine Lehrtätigkeit am Institut für dekorativ-angewandte Kunst in Kaunas an. 1952 ließ er sich nach seiner Pensionierung in Vilnius nieder, wo er 1961 verstarb.

## Schaffen
Vytautas Kairiūkštis schuf Porträts, Landschaftsbilder, Stillleben (hauptsächlich in Öl und Pastell). Seine frühen Werke sind teilweise dem Kubismus und Konstruktivismus zuzuordnen, wobei seine Landschaften deutlich vom Impressionismus beeinflusst sind. Ausstellungen seiner Werke fanden in Vilnius, in Kaunas, Riga und Tallinn statt. Darüber hinaus schrieb er eine Monografie über den litauischen Aquarellmaler Kajetonas Sklerius sowie eine Reihe von Artikeln über Kunsttheorie.

## Werke (Auswahl)
- Konzert im Café (Концерт в кафе) (1921)
- Strände (Пляжы) (1928)
- Porträt von Jonas Basanawitschjus (Йонас Басанавичюс) (1922)
- Kubistisches Selbstporträt (Кубистический автопортрет) (1923)
- Abend in Irkutsk (Вечер в Иркутске) (1920)

| Personendaten    | Personendaten                              |
| ---------------- | ------------------------------------------ |
| NAME             | Kairiūkštis, Vytautas                      |
| KURZBESCHREIBUNG | litauischer Maler und Kunstwissenschaftler |
| GEBURTSDATUM     | 14. November 1890                          |
| GEBURTSORT       | Seiny, Polen                               |
| STERBEDATUM      | 13. Juni 1961                              |
| STERBEORT        | Vilnius                                    |